# Manuel Antonio García
Manuel Antonio García García (* Avilés, 14 de junio de 1948). Fue un ciclista  español, profesional entre 1972 y 1976, cuyo mayor éxito deportivo lo logró en  la Vuelta a España donde lograría 1 victoria de etapa en la edición de 1974.  

## Palmarés
1970
- 1 etapa en la Vuelta a Navarra

1971
- 1 etapa en la Vuelta a Navarra

1974
- 1 etapa en la Vuelta a España

1975
- Trofeo Elola